# Dolichopeza (Nesopeza) setisternata
Dolichopeza (Nesopeza) setisternata is een tweevleugelige uit de familie langpootmuggen (Tipulidae). De soort komt voor in het Oriëntaals gebied.